# Coteaux du ruisseau des Gascons
Coteaux du ruisseau des Gascons este o arie protejată (sit de importanță comunitară — SCI) din Franța întinsă pe o suprafață de 225 ha, integral pe uscat.

## Localizare
Centrul sitului Coteaux du ruisseau des Gascons este situat la coordonatele 44°10′04″N 0°49′35″E / 44.16778°N 0.82639°E.

## Înființare
Situl Coteaux du ruisseau des Gascons a fost declarat arie specială de conservare în baza directivei 92/43 din 1992 referitoare la conservarea habitatelor naturale și a faunei și florei sălbatice pentru a proteja 2 specii de animale.

## Biodiversitate
Situată în ecoregiunea atlantică, aria protejată conține 2 habitate naturale: Formațiuni de Juniperus communis pe lande sau pajiști calcaroase, Pajiști uscate seminaturale și facies de acoperire cu tufișuri pe substraturi calcaroase (Festuco-Brometalia) (* situri importante pentru orhidee).
La baza desemnării sitului se află mai multe specii protejate de  nevertebrate (2): Gomphus graslinii, rădașcă (Lucanus cervus).